# Каплински, Наташа
Ната́ша Ма́ргарет Капли́нски (англ. Natasha Margaret Kaplinsky; 9 сентября 1972, Брайтон, Эссекс, Англия, Великобритания) — английская журналистка и телеведущая.

## Биография
Родилась 9 сентября 1972 года в Брайтоне (графство Эссекс, Англия, Великобритания) в семье профессора экономики Рафаэля Каплински и психотерапевта Кэтрин Каплински (в девичестве Шарлвуд).
Начала карьеру в 1996 году. Она работала на телеканалах Би-би-си, Channel 5, ITN и Sky News. Она выиграла первую серию телешоу Strictly Come Dancing.
С 21 августа 2005 года замужем за банкиром Джастином Бауэром (род.1972), с которым она встречалась полгода до их свадьбы. У супругов есть двое детей — сын Арло Бауэр (род. 25 сентября 2008 года) и дочь Анжелика Пёрл Бауэр (род. 09. апреля 2010 года).